# Salt-Lake-Ölfeld

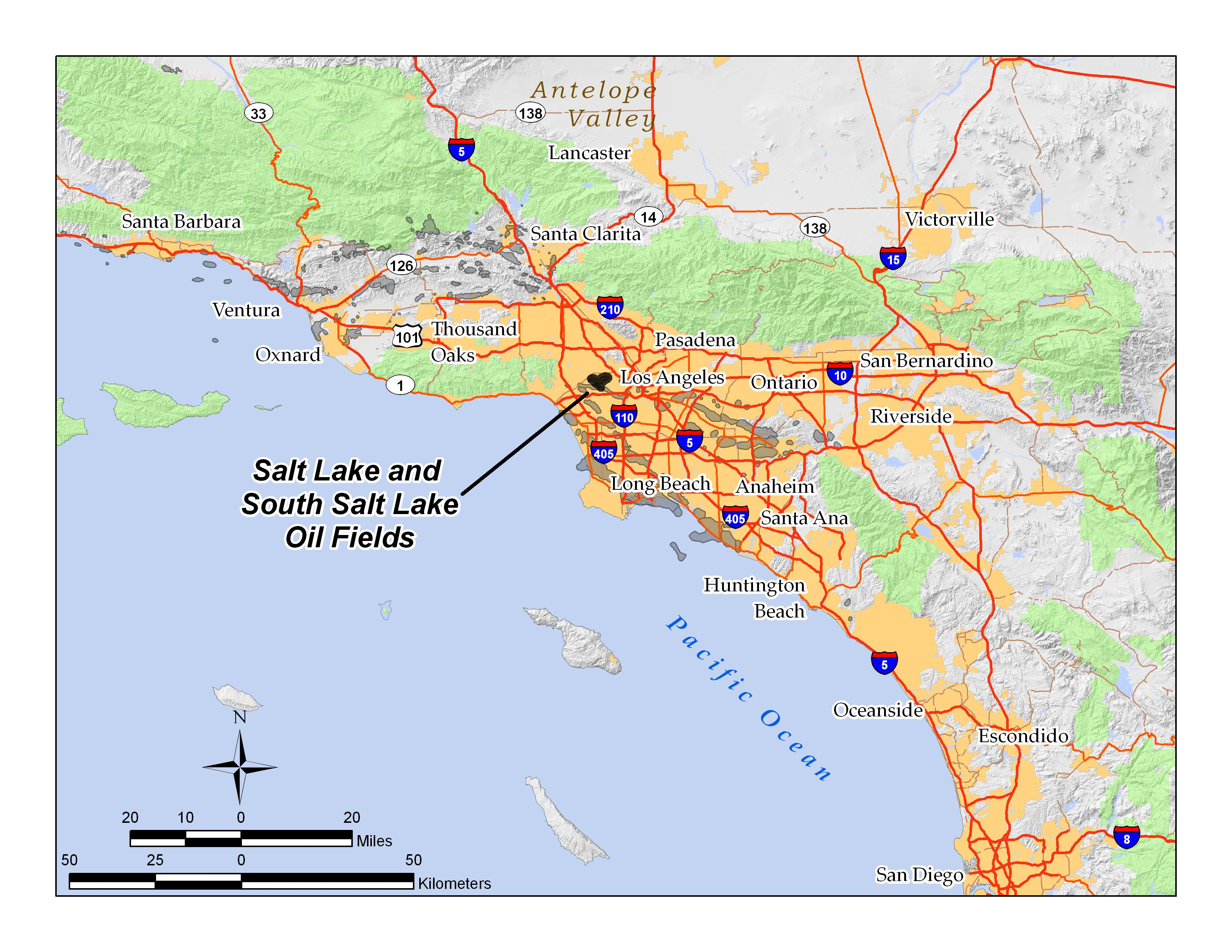
Lage des Salt-Lake-Ölfeldes im Becken von Los Angeles und in Südkalifornien. Andere Ölfelder sind grau dargestellt.

Das Salt-Lake-Ölfeld (englisch Salt Lake Oil Field) ist ein Ölfeld unter der Stadt Los Angeles in Kalifornien in den Vereinigten Staaten. Das 1902 entdeckte Vorkommen wurde in den folgenden Jahren rasch erschlossen und war einst das produktivste Ölfeld in dem Bundesstaat; mehr als 50 Millionen Barrel Rohöl wurden hier vor allem in der ersten Hälfte des 20. Jahrhunderts gefördert. In kleinerem Maßstab wird seit 1962 in einem kleinen Bereich innerhalb des Stadtgebietes Öl aus dem Boden gepumpt. Im Jahr 2009 war Plains Exploration and Production (PXP) das einzige Unternehmen, das im Bereich des Ölfeldes förderte.  Das Ölvorkommen ist auch nennenswert als der Ursprung des langfristigen Austretens von Rohöl entlang der Verwerfung an der 6th Street, der sogenannten La Brea Tar Pits.
Das benachbarte und geologisch verwandte South-Salt-Lake-Ölfeld wurde erst 1970 entdeckt. Dieses ist noch produktiv, ebenfalls von einer innerstädtischen Bohrstelle, die es mit dem in der Nähe liegenden Beverly-Hills-Ölfeld teilt, und wird ebenfalls von Plains Exploration and Production ausgebeutet.

## Lage

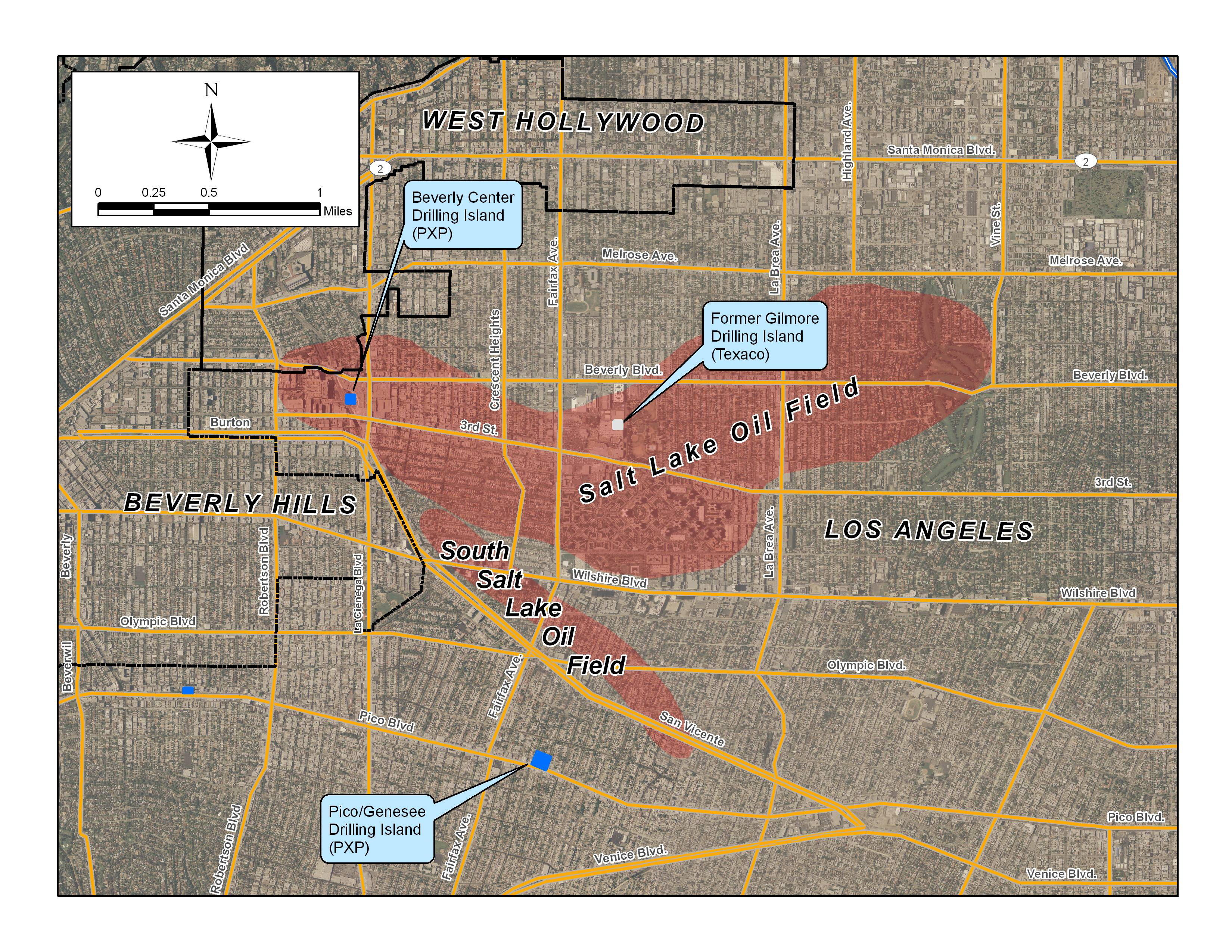
Detail des Salt-Lake-Ölfeldes mit dem South-Salt-Lake-Ölfeld, deren Position innerhalb von Los Angeles und den Nachbarstädten sowie der Lage der aktiven „Bohrinseln“

Das Ölfeld ist eines von vielen im Becken von Los Angeles. Direkt westlich schließt sich das San-Vicente-Ölfeld an und südwestlich das große Beverly-Hills-Ölfeld. Östlich befinden sich das Los-Angeles-City-Ölfeld und das Los-Angeles-Downtown-Ölfeld, die zu den ältesten im Becken zählen und neben dem Salt-Lake-Ölfeld zu dem Boom zu Beginn des 20. Jahrhunderts beigetragen haben. Nach Südwesten benachbart ist das erst später erschlossene und noch aktive South-Salt-Lake-Ölfeld. Das Land in diesem Bereich hat eine Höhe von etwa 60 m und fällt nach Süd-Südwesten sanft ab, von den Santa Monica Mountains zur Santa Monica Bay des Pazifischen Ozeans hin, und wird durch den Ballona Creek entwässert.
Der produktive Bereich des Ölfeldes ist etwa fünf Kilometer lang und etwa anderthalb Kilometer breit, wobei die lange Achse von Westen nach Osten und somit parallel zum Beverly Boulevard verläuft, ungefähr zwischen dessen Kreuzungen mit La Cienega Boulevard und Highland Avenue. Das gesamte Gebiet liegt innerhalb der City von Los Angeles und ist stark besiedelt; das Salt-Lake-Ölfeld ist folglich eines der wenigen aktiven Ölfelder in den Vereinigten Staaten, die vollständig in einer urbanen Umgebung liegen. Das gesamte Ölfeld weist aufgegebene Bohrstellen auf. Diese sind nun vollständig mit Wohn- und Gewerbegebieten überbaut, während die aktive Ausbeutung über Bohrungen in einer abgeschirmten, lärmisolierten Bohreinrichtung am Beverly Center östlich vom San Vicente Boulevard zwischen Beverly Blvd. und 3rd Street stattfindet. Weil das sonst übliche senkrechte Bohren in einer dicht besiedelten, städtischen Umgebung unpraktisch ist – aktive Bohrstellen sind laut und erzeugen Schmutz –, sind die einzelnen Bohrlöcher in dieser Bohreinrichtung schräg in verschiedene Teile des Ölfeldes gerichtet, ähnlich der Technik, die auf Ölbohrplattformen genutzt wird. Nur elf Bohrlöcher, die sich alle in dieser abgeschlossenen Einrichtung befinden, sind heute noch aktiv, gegenüber den mehr als 450 Bohrlöchern, die einst über das Gebiet verstreut waren, das heute Midtown Los Angeles bildet. Einige Bohrlöcher fördern von den benachbarten Ölfeldern in San Vicente und Beverly Hills.
Das benachbarte South-Salt-Lake-Ölfeld ist wesentlich kleiner als das nördlich benachbarte Ölfeld. Es wurde 1970 entdeckt und ist nur etwa 1600 Meter lang und etwa dreihundert Meter breit. Es wird von einer innerstädtischen Bohreinrichtung an der Kreuzung von Genesee Avenue und Pico Boulevard innerhalb des Beverly-Hills-Ölfeldes ausgebeutet. Der einzige aktive Operator hier ist Plains Exploration and Production; 2009 gab es 16 aktive Quellen im South-Salt-Lake-Ölfeld.

## Geologie
Das Ölfeld liegt an der nördlichen Kante des Los Angeles Basins, etwa drei Kilometer südlich der Hollywood Hills, dem nächstgelegenen Teil der Santa Monica Mountains. Die Santa-Monica-Verwerfung, die nicht als aktiv gilt, bildet die Grenze zwischen dem Becken und den Bergen. Mehrere andere Verwerfungen durchschneiden das Ölfeld, darunter die 3rd-Street-Verwerfung und die 6th-Street-Verwerfung; von der letzteren glaubt man, dass sie den Durchlass für das Rohöl bildet, das an den La Brea Tar Pits an die Oberfläche tritt. Diese befinden sich am Hancock Park an der südlichen Grenze des Ölfeldes, in der Nähe vom Wilshire Boulevard. Eine Sedimentschicht aus dem Quartär mit sowohl alluvialen als auch flachen marinen Ablagerungen bilden eine etwa 65 m mächtige Deckschicht über mehreren ölhaltigen Schichten. Die erste ist die in diesem Bereich nicht ölhaltige Upper-Pliocene-Pico-Formation. Darunter liegen die Repetto-Formation aus dem späten Miozän sowie die Puente-Formation. Diese Formation ist eine Mischung aus Sandstein und Konglomerat, die wahrscheinlich in einem abyssalen Schwemmfächer entstanden ist und im Becken von Los Angeles eine der wichtigsten Öllagerstätten bildet. Unterhalb der Repetto-Formation liegt die Puente-Formation aus dem späten Miozän. Alle diese Gesteinsschichten sind gefaltet und verworfen und bilden so strukturelle Einschlüsse, in denen das Erdöl antiklinal und durch Verwerfungen eingeschlossen ist.
Im Salt-Lake-Ölfeld wurden sechs produzierende Horizonte ausgemacht, die von A oben bis F unten bezeichnet wurden. Nur der Förderhorizont A liegt innerhalb der Repetto-Formation und liegt durchschnittlich etwa 300 Meter unter der Oberfläche. Die Horizonte B und C wurden 1904 gefunden und die tieferen Ölvorkommen D, E und F, die zwischen 870 Meter und 1000 Meter unter der Oberfläche liegen, wurden 1960 gefunden, als die Bohrung von der Gilmore-Bohranlage wieder aufgenommen wurde. Das hier geförderte Öl ist schwer und schwefelhaltig und hat einen API-Grad zwischen 9 und 22, zumeist jedoch 14–18; der Schwefelanteil ist mit 2,73 % hoch.
Im South-Salt-Lake-Ölfeld wurden bislang nur zwei Ölbecken gefunden, beide im Jahr 1970. In einer Tiefe von 300 Meter innerhalb der Clifton-Sande und in einer Tiefe von 760 Meter in den Dunsmuir-Sanden. Das Rohöl wird in mehreren steil aufgerichteten Sandschichten gefunden, die von impermeablem Felsgestein begrenzt werden. Diese Sandschichten ragen empor in Richtung Oberfläche und das Erdöl sammelt sich in den oberen Abschnitten. Das Öl in diesem Feld ist etwas weniger schwer als das im Salt-LakeÖlfeld; der API-Grad reicht von 22 bis 26.

## Geschichte der Erdölförderung
In den 1890er Jahren fand der Milchbauer Arthur F. Gilmore auf seinem Land Erdöl, vermutlich in der Umgebung der La Brea Tar Pits. Das Ölfeld erhielt seinen Namen nach der Salt Lake Oil Company, dem ersten Unternehmen, das in dem Gebiet Bohrungen vornahm. Die Bohrung, mit der man die Lagerstätte entdeckte, wurde 1902 begonnen. Details dieser Bohrung wie Tiefe, genauer Lage und Förderrate sind nicht mehr bekannt.
Die Erschließung des Ölfeldes erfolgte schnell, Bohranlagen schossen in der Landschaft aus dem Boden, und die Bohrgesellschaften hofften auf einen ähnlichen Boom, wie er sich nur einige Kilometer weiter östlich im Los-Angeles-City-Ölfeld ereignet hatte. Das Jahr mit der größten Fördermenge war bereits 1908. Im Jahr 1912 gab es 326 Förderanlagen, von denen 47 bereits wieder aufgegeben waren; 1917 war ihre Zahl auf 450 gestiegen. Bis dahin wurden mehr als 50 Millionen Barrel Rohöl gefördert. Nach dieser Spitze ging die Fördermenge rasch zurück. Die Grundstückspreise stiegen jedoch, da die Stadt Los Angeles stark wuchs und die Bohrtätigkeit auf dem Ölfeld kam zugunsten des Wohnungsbaus und der gewerblichen Nutzung zum Stillstand. Die frühen Bohrstellen wurden verlassen, und viele ihrer genauen Positionen sind nicht mehr festzustellen, sondern heute mit Straßen und Bauwerken verdeckt.
In den 1960er Jahren machten neue Entwicklungen in der Ölbohrtechnik die Erschließung von bis dahin nicht ausbeutbarer Ölvorkommen möglich, und die innerstädtischen Ölfelder von Los Angeles, wie etwa das Salt-Lake-Ölfeld gewannen die Aufmerksamkeit von Ölgesellschaften. 1961 wurde die Arbeit von einer Bohrstelle in der Nähe des Farmers Market an der Ecke von 3rd Street und Fairfax Avenue aufgenommen und die Standard Oil Company of California begann erneut, Erdöl zu fördern, nachdem sie die drei produktiven Sandschichten (Horizonte D, E und F) entdeckt hatte. Die Förderung dieser neuentdeckten Horizonte gelang ohne weitere Maßnahmen nur für kurze Zeit, bereits nach ein bis zwei Jahren musste gepumpt werden. Von 1973 an wurde höchst salzhaltiges Abwasser, das ursprünglich in die Regenwasserkanäle der Stadt entlassen wurde, in das Bohrfeld gepumpt, einerseits als bequeme Entsorgungsmethode, andererseits um den Druck in dem Reservoir zu erhöhen und somit die Ölförderung zu erleichtern.  In ähnlicher Weise wurde zwischen 1961 und 1971 das anfallende Gas des Ölfeldes in das Reservoir zurückgepumpt, weil es im Gegensatz zu heute aktiven Ölfeldern mit Erdgasproduktion in der Nähe keine Einrichtungen zum Auffangen, Lagern und Transportieren des Gases gab. Der Betrieb an dieser Anlage, die als MacFarland Drilling Island oder auch Gilmore Drilling Island bekannt ist, wurde bis in die 1990er Jahre fortgesetzt. Diese „Bohrinsel“ umfasst rund 40 Quellen und wurde von 2001 an demontiert. Die frühere, ein Acre große Anlage befand sich am Grove Drive, gegenüber und westlich vom Pan-Pacific Park. Nach Angaben von Texaco, der letzten Ölgesellschaft, die die Anlage betrieben hat, wurde der Betrieb der Anlage unwirtschaftlich; am Ende ergab die Förderung des ausgebeuteten Ölfeldes an dieser Stelle nur noch etwa 30 Barrel am Tag.
Mit der Schließung der Gilmore-Anlage wurde auch die Zahlung der Lizenzgebühren an die Landeigentümer direkt über dem Ölfeld eingestellt. Einige von ihnen hatten monatliche Zahlungen von bis zu 2500 $ erhalten, ähnlich wie am Beverly-Hills-Ölfeld.
Ursprünglich plante Los Angeles den Bau einer U-Bahn-Strecke entlang der Fairfax Avenue, entschied sich jedoch wegen der hohen Anteile an Methangas unter der Oberfläche für eine andere Streckenführung, weil dieses brennbare Gas ein Sicherheitsrisiko darstellt. Es wurde erst später festgestellt, dass das Ölfeld die Quelle des Methangases war, als sich nämlich in der Nacht des 24. März 1985 ein Kleidungsgeschäft mit dem Gas füllte und explodierte, wodurch 23 Personen verletzt wurden.

### Explosion eines Kleidungsgeschäftes 1985
Das Entweichen von Methangas entlang von Verwerfungen und alten Bohrlöchern nach oben führte zu der Explosion eines Geschäftes der Kette Ross Dress for Less an der 3rd Street im Fairfax District. Das Geschäft steht noch heute (2010) im 6200er-Block der 3rd Street, an der südöstlichen Ecke der Kreuzung von Fairfax Ave. und 3rd Street. In der Nacht vom 24. März 1985 füllte Methangas einen Nebenraum des Geschäftes und entzündete sich, wodurch eine Explosion ausgelöst wurde, die alle Fenster zerbrach und das Dach von dem Gebäude riss. Dadurch wurden 23 Personen verletzt und die Ladeneinrichtung wurde völlig zerstört. Außerdem wurde durch die Explosion Teile des angrenzenden Parkplatzes und der Gehwege beschädigt, brennendes Gas entwich über eine weite Zone und erleuchtete den Nachthimmel. Vier Straßenblöcke wurden von Einsatzkräften abgeriegelt, während die Behörden rätselten, was geschehen war.
Weil natürlich vorkommendes Methangas geruchlos ist, bemerkte niemand das sich bildende Methan, so dass es sich über längere Zeit ungehindert ansammeln konnte. Der Ursprung des Methangases wurde kontrovers diskutiert; anfängliche Theorien gingen von der Ansammlung durch Kompostierung eines alten Sumpfes entstandener Gase aus. In diesem Szenario wurde das Gas durch einen steigenden Grundwasserspiegel durch die porösen Deckschichten an die Oberfläche gedrückt. Eine später entwickelte Theorie, die inzwischen anerkannt ist, ging davon aus, dass der Ursprung des Gases im Ölfeld selbst zu finden ist und durch die Kombination der 3rd-Street-Verwerfung und mehrerer nicht ordnungsgemäß aufgegebener Bohrlöcher zwischen den hunderten von Anfang des 20. Jahrhunderts vorgenommenen Bohrungen an die Oberfläche gelangt. Das Injizieren von Abwasser in das Ölfeld, um den Öldruck zur Erleichterung der Förderung zu erhöhen, drückte auch das Methangas durch neuere Spalten in der Verwerfung sowie durch diese alten Bohrlöcher nach oben, bis es die Oberfläche erreichte. Isotopische Analysen des Methans nahe der Oberfläche unterstützten diese Theorie, weil die spezifische Isotopverteilung nicht mit den Werten übereinstimmte, die man von jüngst erfolgten biogenischen Mechanismen erwartet hätte; vielmehr entsprachen diese Werte den isotopischen Analysen des Methangases direkt aus dem Ölfeld. Diese Erkenntnis hatte weitreichende Auswirkungen für die urbane Bebauung oberhalb von nicht mehr produktiven Ölfeldern und führte zum Bau von Überwachungseinrichtungen und Entlüftungsbohrungen an mehreren Stellen von Los Angeles. Die Stadtverwaltung von Los Angeles wies aufgrund der Explosion von 1985 und der folgenden Untersuchungen rund 400 Straßenblöcke über dem alten Ölfeld als Zone mit hoher Gefährdung durch Methangasbildung aus. Später wurde angeordnet, dass alle Bauwerke mit Methangasdetektoren ausgestattet werden müssen, so dass die Bewohner gewarnt werden, bevor der Gasgehalt eine explosive Höhe erreicht.

### Zwischenfall vom 7. Februar 1989
1989 bildete sich unter der 3rd Street und angrenzenden Gebäuden eine ähnliche Methanblase, vermutlich weil ein Ventil, das nach dem Ross-Zwischenfall eingebaut wurde, irrtümlich verstopft wurde. Weil die Gasventilierung mit einer Ansammlung von Schutt verstopft wurde, sammelte sich unter der Straße und den angrenzenden undurchlässigen Oberflächen langsam erneut Methan. Dieses brach am Morgen des 7. Februars 1989 in einer Fontäne aus Wasser, Schlamm und Methangas aus. Weil es an einem Funken zur Entzündung fehlte, kam es nicht zu einer Explosion und die städtischen Katastrophenschutzkräfte waren schnell zur Stelle und sperrten das Gebiet ab. Als Ergebnis dieses Zwischenfalls verschärfte die Stadtverwaltung die Bauvorschriften. Neue Gebäude müssen nunmehr adäquate Entlüftungseinrichtungen haben. Unter ihnen muss eine undurchlässige Membran eingebaut werden, um Methangas daran zu hindern, sich unter dem Fundament anzusammeln.